# 荒神川
荒神川（こうじんがわ）は、武庫川水系の支流で兵庫県宝塚市中部を流れる二級河川。
有馬街道との交差点を荒神川の起点としているため延長は990mとなっているが、源流は基点の2km上流で、総延長は3kmに及ぶ。

## 地理
中山の南山麓に源を発し、清荒神清澄寺境内を流れ、参道に沿って南へ下る。
中国自動車道、有馬街道、阪急宝塚線、JR宝塚線、国道176号、国道176号バイパスと交差し、宝塚市武庫川町で武庫川に注ぐ。
流域全域が兵庫県宝塚市である。

## 歴史
清荒神清澄寺の禊（みそぎ）をする川（禊川）であった。

## 流域の観光地・施設
- 中山
- 鉄斎美術館
- 清荒神清澄寺
- 宝塚市立文化施設ベガ・ホール
- 川面神社